# Словацко-хорватские отношения
Словацко-хорватские отношения — двусторонние дипломатические отношения между Словакией и Хорватией.
Государства являются членами Европейского союза, НАТО, Всемирной торговой организации, Инициативы трёх морей, Организации экономического сотрудничества и развития, Организации по безопасности и сотрудничеству в Европе, Совета Европы и Организации Объединённых Наций.

## История
Во время Второй мировой войны Независимое государство Хорватия и Королевство Румыния, а также Словацкая республика заключили пакт против венгерской экспансии. Кроме того, во время Второй мировой войны словацкие войска и хорватские воздушные и морские силы совместно действовали с румынской территории. Похожий пакт, Малая Антанта в период между двумя мировыми войнами, был подписан ранее между Румынией, Королевством Югославия (которая включала большую часть сегодняшней Хорватии) и Первой Чехословацкой республикой.
Чехословакия признала независимость Хорватии 16 января 1992 года. После распада Чехословакии Хорватия и воссозданная Словакия признали друг друга и установили дипломатические отношения 1 января 1993 года.

## Дипломатические представительства
- Словакия содержит посольство в Загребе[4].
- Хорватия имеет посольство в Братиславе[5].